# Component Object Model
In informatica il Component Object Model (noto con l'acronimo COM, inglese per Modello a oggetti per componenti) è un'interfaccia per componenti software introdotta da Microsoft nel 1993. COM permette la comunicazione tra processi e creazione dinamica di oggetti con qualsiasi linguaggio di programmazione che supporta questa tecnologia. Il termine COM è spesso usato nel mondo dello sviluppo software con più significati: OLE, OLE Automation, ActiveX, COM+ e DCOM. Nonostante l'introduzione di COM risalga al 1993, Microsoft ha iniziato ad utilizzare con enfasi questo nome solamente nel 1997.
Sebbene sia stato portato anche su altre piattaforme, COM è utilizzato principalmente con Microsoft Windows. Si prevede una progressiva sostituzione almeno parziale di COM da parte del framework Microsoft .NET.

## Storia
Anthony Williams, una delle principali menti coinvolte nella creazione dell'architettura COM, distribuì un paio di documenti Microsoft interni che trattavano il concetto di componenti software; "Object architecture: dealing with the unknown - or - Type safety in a dynamically extensible class" ("Architettura di un oggetto: trattare l'ignoto - o - Sicurezza dei tipi in una classe dinamicamente estensibile") nel 1988 e "On inheritance: what it means and how to use it" ("Sull'ereditarietà: cosa significa e come si usa") nel 1990. Questi gettarono le basi per molte, se non tutte, delle idee dietro ai fondamenti di COM.
Da molte di quelle idee nacque il primo framework ad oggetti di Microsoft, OLE (acronimo dell'inglese Object linking and embedding, sta per Collegamento ed incorporazione di oggetti). OLE fu costruito partendo dal DDE e progettato con un occhio di riguardo per i documenti compositi; fu introdotto per la prima volta con Word per Windows ed Excel nel 1991, e fu successivamente incluso in Windows, a partire dalla versione 3.1 del 1992.
Un esempio di documento composito può essere un foglio di Excel in un documento di Word; quando il foglio di calcolo viene modificato, i cambiamenti compaiono automaticamente all'interno del documento di Word.
Nel 1991 Microsoft introdusse la tecnologia VBX (acronimo di Visual Basic extension, Estensione di Visual Basic) con Visual Basic 1.0.
Nel 1993 Microsoft distribuì OLE 2, avente COM come modello a oggetti sottostante. Mentre OLE 1 era focalizzata sui documenti compositi, COM ed OLE 2 avevano un indirizzo più generico. Nel 1994 furono introdotti i controlli OLE (OCX, OLE Control eXtension, cioè Estensione controllo OLE) quali naturali successori dei controlli VBX; al tempo stesso, Microsoft annunciò che OLE 2 sarebbe stato chiamato semplicemente "OLE", e che questo non sarebbe più stato un acronimo, ma un vero e proprio nome con cui la compagnia avrebbe indicato le proprie tecnologie ad oggetti.
Successivamente, nell'inizio del 1996, Microsoft cambiò nome ad alcune parti di OLE relative ad Internet in ActiveX, iniziando così quel processo che l'ha portata a rinominare negli anni tutte le tecnologie OLE in ActiveX, con la sola eccezione della tecnologia di documenti compositi impiegata in Microsoft Office.
Più tardi, in quell'anno, Microsoft distribuì DCOM (acronimo di Distributed component object model, inglese per Modello ad oggetti per componenti distribuiti) quale risposta a CORBA.

## Struttura e funzionamento di COM
Lo scopo del Component Object Model è quello di permettere la creazione di componenti software binari: sebbene sia stato creato avendo in mente il linguaggio C++, COM è neutrale rispetto al linguaggio di programmazione, cioè si può usare qualunque linguaggio di programmazione per usare componenti COM a runtime. Questa neutralità è ottenuta specificando i formati dei dati e delle chiamate a funzioni con il linguaggio IDL, del tutto indipendente. Concettualmente quindi, è un passo in avanti ulteriore rispetto alle librerie a collegamento dinamiche (DLL). Ogni oggetto COM deve essere unico all'interno del sistema, e viene usato attraverso interfacce software anche loro globalmente uniche.
Per assicurare l'unicità, il programmatore che crea un nuovo oggetto COM crea un GUID per lui (un numero identificativo di 128 bit, generato casualmente e che è, quasi sicuramente, diverso da ogni altro GUID nel sistema) e un GUID per ciascuna delle interfacce che l'oggetto implementa; questi GUID vengono detti CLSID (class ID) se si riferiscono a un oggetto COM e IID (interface ID) se si riferiscono a un'interfaccia. Affinché sia possibile usare un oggetto COM, questo deve essere registrato in Windows nel registro di sistema, vale a dire viene creata una voce nel registro che associa il CLSID del componente al file su disco che lo implementa fisicamente, e a eventuali informazioni di configurazione. Quando un programma richiede un dato componente COM, fa riferimento al CLSID corrispondente: Windows si occuperà di trovare il file su disco (DLL o EXE) e caricare il codice necessario. Fatto questo, il programma chiederà al componente appena creato l'accesso a una delle sue interfacce, usando l'IID di quella che gli serve.

### Le interfacce
Una interfaccia COM è una collezione di funzioni: vale a dire, è una classe virtuale pura, e nella programmazione ad oggetti viene in genere modellata così. Tutte le componenti COM devono come minimo implementare l'interfaccia standard IUnknown. Infatti, tutte le interfacce COM sono derivate dall'interfaccia IUnknown. Essa consiste in tre metodi: AddRef() e Release(), che implementano il conteggio dei riferimenti (reference counting) e controllano il ciclo di vita delle interfacce; e QueryInterface(), che specificando un IID permette al chiamante di ottenere riferimenti alle varie interfacce fornite dal componente.
Materialmente, un'interfaccia consiste in un puntatore a una tabella di funzioni virtuali che contiene una lista di puntatori alle funzioni che implementano i metodi dichiarati nell'interfaccia, nello stesso ordine con cui sono dichiarati. Questa tecnica di passare liste di puntatori a funzione è l'evoluzione diretta di quella usata in OLE 1.0 per comunicare con le sue librerie di sistema.
COM specifica molte altre interfacce standard usate per la comunicazione tra componenti. Per esempio, una di queste interfacce è IStream, che è fornita dalle componenti che hanno semantica di flussi di dati (es. la componente FileStream usata per leggere e scrivere i file).
Essa fornisce i metodi Read e Write per effettuare letture e scritture di flussi. Un'altra interfaccia standard è IOleObject, fornita dai componenti che prevedono di essere collegati o incapsulati dentro un contenitore. IOleObject contiene metodi che permettono ai chiamanti di determinare il rettangolo perimetrale della componente, determinare se la componente supporta operazioni come Apri, Salva, e così via.
Come già detto, COM venne sviluppato avendo in mente il C++, quindi fa largo uso di puntatori. Questo rendeva impossibile l'uso di oggetti COM con linguaggi che non ne hanno, come il Visual Basic, Java e tutti i linguaggi di scripting; la OLE Automation, fra le altre cose, pose rimedio a questa situazione. Le interfacce a puntatori vennero denominate custom interfaces e affiancate da nuove interfacce analoghe ma prive di puntatori, basate su array e collezioni di oggetti, denominate automation interfaces; nella versione Automation, l'interfaccia IUnknown viene sostituita da IDispatch. Uno stesso componente può implementare le stesse interfacce in entrambe le versioni; tuttavia la versione Custom è obbligatoria, mentre la Automation è solo facoltativa.

### Conteggio dei riferimenti
Il conteggio dei riferimenti (reference counting) viene usato dai componenti COM per sapere quando possono terminare e scaricarsi dalla RAM. Un programma client che utilizza il componente non può procedere con la sua eliminazione quando ha terminato di usarlo, perché potrebbe essere ancora in uso da altri programmi client (del resto in ambiente COM è prevista la possibilità che un client, una volta terminata l'interazione con un componente, passi il puntatore all'interfaccia dello stesso componente ad un altro client). Perciò l'eliminazione di un componente viene gestita da lui stesso attraverso il reference counting; questa tecnica prevede che l'oggetto COM (ovvero il componente), quando passa il puntatore da una sua interfaccia ad un programma client (il che avviene in seguito alla richiesta da parte del client di poter utilizzare quella particolare interfaccia), incrementa di 1 il "reference count". Quando il client termina di utilizzare l'oggetto COM invoca il metodo IUnknown::Release() che decrementa di 1 il "reference count". Quando un client riceve il puntatore ad una interfaccia da un altro client invoca sull'oggetto COM il metodo IUnknown::AddRef() che incrementa di 1 lo stesso "reference count". L'oggetto COM si "auto-distruggerà" quando "reference count" è uguale a 0.

### Ereditarietà, contenimento e aggregazione
Lo standard prevede un meccanismo di ereditarietà singola che permette a un componente di estendere le funzioni di un altro: ogni interfaccia può ereditare i metodi di una (e solo una) interfaccia preesistente, ma non di modificare o di sostituire i metodi ereditati dall'interfaccia "padre".
Più in generale è prassi abbastanza comune per gli oggetti COM di una certa complessità fare uso di altri oggetti COM al loro interno; si parla di contenimento di un oggetto COM se il primo si avvale delle sue interfacce senza renderle disponibili al di fuori di esso, e di aggregazione se invece lo fa.

### RegFree COM
Windows XP ha introdotto una nuova modalità di registrazione locale dei componenti COM, chiamata Registration-Free COM o RegFree COM per brevità. Con questa tecnica le applicazioni non devono più registrare metadati di attivazione e CLSID nel registro di Windows, ma possono specificarli nel loro manifest; questo può essere un file XML che risiede nella directory dell'applicazione stessa oppure essere contenuto nell'header del suo file eseguibile, come sezione in formato binario. Quando Windows caricherà l'applicazione e questa farà riferimento ai suoi oggetti COM, la class factory (l'ente che materialmente crea gli oggetti COM) consulterà il manifest dell'applicazione per cercare i GUID specificati e i metadati associati e caricherà quelli forniti con l'applicazione; solo se il manifest non contiene i GUID richiesti consulterà il registro di Windows e (se ne trova installati) creerà gli equivalenti oggetti COM di sistema.
Il limite di questa tecnologia è che non può essere usata con componenti COM che devono essere visibili in tutto il sistema, quindi non si può usare per server COM OutOfProcess o per implementare parti di sistema operativo (MDAC, MSXML, DirectX o Internet Explorer).

## Tecnologie correlate
COM è stata la principale piattaforma di sviluppo software per Windows e, in quanto tale, ha influenzato lo sviluppo di una serie di tecnologie a supporto.

### COM+
Con Windows 2000, furono introdotte un numero significativo di estensioni COM chiamate COM+. Nello stesso periodo Microsoft de-enfatizzò DCOM come entità separata.

### .NET
La piattaforma COM è stata ampiamente sorpassata da Microsoft .NET, ed il marketing di Microsoft è del tutto incentrato su .NET; in un certo senso, COM adesso è addirittura deprecato a favore di .NET. Nonostante ciò, COM rimane una tecnologia importante per via della sua massiccia base software – per esempio, l'SDK DirectX è basato su COM; inoltre, un componente COM è teoricamente sempre più prestante di un corrispondente componente gestito .NET. Al momento della redazione di questa voce, Microsoft non ha annunciato di aver intenzione di ritirare né interrompere il supporto a COM.
Alcuni servizi che fornisce COM+, come le transazioni e code di componenti, sono ancora importanti per le applicazioni enterprise di .NET.
C'è un limite alla retrocompatibilità. Un oggetto COM può essere usato in .NET implementando un runtime callable wrapper (RCW).

## Sicurezza su Internet
Poiché le componenti COM e ActiveX sono eseguite come codice nativo sulla macchina dell'utente, ci sono poche restrizioni su ciò che il loro codice può fare. Molti di questi problemi sono stati affrontati dalla relativa deprecazione di COM nelle piattaforme sviluppate da allora, come la piattaforma Java, e in seguito anche la piattaforma .NET.
L'idea della Microsoft di incapsulare il contenuto attivo nelle pagine web sotto forma di componenti COM/ActiveX (anziché, ad esempio, applet Java) ha creato una serie di problemi nel browser Internet Explorer, che ha portato a un'esplosione di infezioni da virus informatici, trojan e spyware. Questi attacchi di malware devono soprattutto a ActiveX la loro attivazione e propagazione agli altri computer. Microsoft ha riconosciuto il problema di ActiveX già nel 1996, quando Charles Fitzgerald, direttore della squadra Java della Microsoft, ha detto "Se si vuole la sicurezza nella Rete, si scolleghi il computer. (...) Non abbiamo mai sostenuto che ActiveX sia intrinsecamente sicuro."

## Critiche
Dal momento che COM è piuttosto complesso da implementare, i programmatori corrono il rischio di essere distratti da altre attività laterali.

### Inizializzazione dell'ambiente
Per ogni thread che necessita delle funzionalità di COM, il programmatore deve aggiungere chiamate esplicite alle funzioni CoInitialize[Ex] e CoUninitialize; inoltre, il codice che utilizza gli appunti o il drag & drop OLE deve chiamare OleInitialize e OleUninitialize. Dato che alcuni thread nel sistema possono essere stati creati da librerie che non usano COM, il programmatore deve prestare attenzione nell'usare qualsiasi funzione di COM in un thread che non è stato creato all'interno del programma stesso.

### Smistamento dei messaggi
Quando un Single-Threaded Apartment viene inizializzato, crea una finestra nascosta che viene utilizzata per l'indirizzamento dei messaggi inter-apartment e inter-process. Questa finestra deve avere la sua procedura standard per la gestione dei messaggi. Questo procedimento è noto come smistamento dei messaggi (message pump). Nelle versioni precedenti di Windows, un errore nel fare questo poteva causare un blocco a livello di sistema. Questo problema è ulteriormente complicato da alcune API di Windows che inizializzano COM come parte della loro implementazione, che causa a sua volta una mancanza di dettagli dell'implementazione del componente COM.

### Conteggio dei riferimenti
Uno scenario in cui il reference counting porta a problemi è quello in cui due oggetti COM si riferiscono l'un l'altro, come accade ad esempio usando i 'connection points' o gli 'event sink'. In questo caso nessuno dei due oggetti può rilasciare se stesso perché deve prima rilasciare l'altro, che dal canto suo non può farsi rilasciare perché ha ancora un riferimento all'oggetto che vorrebbe rilasciarlo. Questo circolo vizioso si può spezzare in due modi: una terminazione forzata (out-of-band termination) di uno dei due oggetti, oppure la creazione di due oggetti COM identici referenziati debolmente, di cui uno è usato per connettersi al partner di comunicazione e l'altro serve solo per terminare il primo.

### Inferno delle DLL
Ogni interfaccia COM è anche un contratto fra chiamante e chiamato: un programma che usa un componente COM deve assumere che i metodi che chiama si comporteranno sempre come previsto e non ha alcun controllo su di essi. Dal momento che la posizione di ogni componente è memorizzata in un luogo di livello sistema (in Windows nel registro di sistema), solamente una versione dello stesso componente può essere installata nel sistema in un dato momento, tipicamente la versione che l'ultima applicazione installata ha portato con sé; se il nuovo componente ha proprietà anche solo leggermente diverse da quello precedente, le altre applicazioni genereranno improvvisamente errori e comportamenti imprevedibili o casuali, senza alcun motivo apparente. Questo fenomeno è chiamato "DLL hell" ("Inferno delle DLL"), situazione tristemente nota a programmatori e amministratori di sistema. Con la RegFree COM di Windows XP questo grave inconveniente può essere drasticamente ridotto.